# Carrefour Pleyel metróállomás
A Carrefour Pleyel egy metróállomás Franciaországban, Párizsban a párizsi metró 13-as metróvonalán. Tulajdonosa és üzemeltetője a RATP.

## Metróvonalak
Az állomást az alábbi metróvonalak érintik:
- 13-as metróvonal

## Kapcsolódó állomások
A metróállomáshoz az alábbi állomások vannak a legközelebb:
- Saint-Denis – Porte de Paris (Saint-Denis – Université, 13-as metróvonal)
- Mairie de Saint-Ouen (Châtillon - Montrouge, 13-as metróvonal)